# T-ara
Le T-ara (티아라?, Ti-araLR, spesso scritto T-ARA, T♔ARA o TΛRΛ) sono una band k-pop sudcoreana, formatasi a Seul nel 2009. Il nome del gruppo deriva dalla parola "tiara", che dà l'idea di come diventeranno le "regine del panorama musicale".

## Storia

### Pre-debutto
I cinque membri originali delle T-ara, Jiae, Jiwon, Eunjung, Hyomin e Jiyeon, furono fatte allenare insieme per tre anni sotto la Mnet Media. Nell'aprile 2009 pubblicarono la loro prima canzone, "Good Person" (좋은 사람), per la colonna sonora del serial Cinderella Man.
Due mesi più tardi, Jiae e Jiwon lasciarono il gruppo a causa di differenze nello stile musicale. Il primo nuovo membro a unirsi alle T-ara fu Boram, figlia del cantante Jeon Young-rok e dell'attrice Lee Mi-young; seguirono Soyeon, una ex-allieva della S.M. Entertainment che doveva essere la leader delle Girls' Generation, e Qri, che furono aggiunte a Eunjung, Hyomin e Jiyeon tre settimane prima del debutto ufficiale. All'inizio di luglio, il gruppo venne spostato da Mnet Media alla sussidiaria Core Contents Media.

### 2009-2010: debutto,Absolute First AlbumeTemptastic

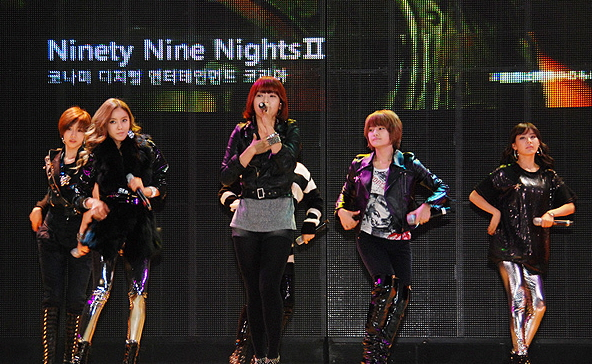
Le T-ara a novembre 2009.

Il debutto ufficiale delle T-ara avvenne il 29 luglio 2009 al talk show Radio Star. A settembre, Eunjung, Soyeon, Hyomin e Jiyeon collaborarono con Kwangsu, Jihyuk e Geonil dei Supernova per il singolo "TTL (Time to Love)", che raggiunse la vetta di molte classifiche online. Una seconda collaborazione, con i due gruppi al completo, diede vita al brano "TTL Listen 2", pubblicato il 9 ottobre.
Il primo album in studio, Absolute First Album, venne pubblicato il 27 novembre 2009, contenente i singoli di successo "TTL (Time To Love)", "Bo Peep Bo Peep" e "I Go Crazy Because of You" (너 때문에 미쳐). Alla ventiquattresima edizione dei Golden Disk Awards, le T-ara ricevettero il premio "Esordiente dell'anno" insieme alle 4Minute; inoltre, il gruppo vinse il primo premio a un programma musicale con "Bo Peep Bo Peep" nella puntata di Capodanno di Music Bank. Sempre a gennaio, fecero un cameo negli episodi sette e otto della serie Gongbu-ui sin, nella quale Jiyeon aveva un ruolo principale.
A febbraio venne annunciata una ristampa dell'album di debutto con il titolo Breaking Heart: nel corso della promozione, le T-ara vinsero due Mutizen consecutivi a Inkigayo e il primo posto a M Countdown. La pubblicazione in formato fisico di Breaking Heart avvenne il 3 marzo e il disco si posizionò al secondo posto della classifica Gaon e trentacinquesimo nella classifica annuale. A giugno, il gruppo donò tutti i proventi del merchandise dei Mondiali di calcio 2010 venduto sul proprio negozio online ad un'associazione che si occupa dei bambini africani.
A novembre 2010, le T-ara parteciparono alla terza edizione del reality Hello Baby. Il 1º dicembre, dopo il singolo "Why Are You Being Like This" (왜 이러니), uscì il primo EP, Temptastic, insieme al brano "Yayaya". Alla promozione partecipò anche il settimo membro del gruppo, Hwayoung, arrivato a luglio.

### 2011:John Travolta Wannabe, il debutto in Giappone eBlack Eyes
Il secondo EP, dal titolo John Travolta Wannabe, arrivò il 29 giugno 2011, piazzandosi terzo nella classifica Gaon: la canzone "Roly-Poly" diventò il singolo più scaricato dell'anno secondo Gaon, con due milioni di dollari incassati e 4.680.253 download; inoltre, vinse il premio come Miglior video musicale ai Melon Music Awards e venne nominata Miglior ballo di un gruppo femminile e Canzone dell'anno ai Mnet Asian Music Awards. Il 2 agosto fu pubblicata una ristampa dell'EP in edizione limitata dal titolo Roly-Poly in Copacabana, mentre il 28 settembre, dopo aver firmato un contratto da 4,3 milioni di dollari con l'agenzia J-Rock, il gruppo pubblicò il singolo di debutto giapponese "Bo Peep Bo Peep": la canzone si piazzò al primo posto della Billboard Japan Hot 100 e ricevette la certificazione oro da RIAJ.
A novembre 2011 arrivò il terzo EP, Black Eyes, i cui singoli "Cry Cry", "We Were in Love" (우리 사랑했잖아) e "Lovey-Dovey" raggiunsero le prime posizioni. A dicembre si esibirono in un mini-concerto di tre giorni dal titolo X-mas Premium Live, che si tenne a Tokyo, Nagoya e Osaka.

### 2012: il cambio nella formazione,Jewelry BoxeDay by Day

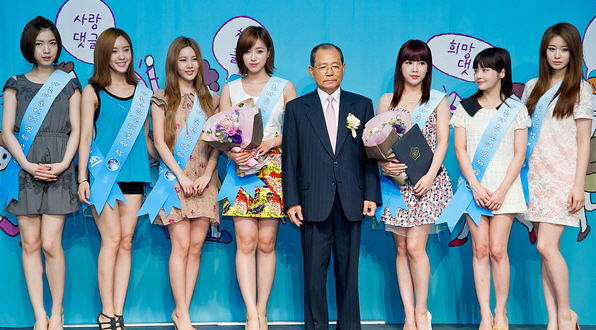
Le T-ara a giugno 2012.

Il 3 gennaio 2012 le T-ara ristamparono Black Eyes con il titolo Funky Town, mentre a febbraio, in occasione del nono anniversario della propria fondazione, Forbes Korea pubblicò la lista delle 40 celebrità più influenti, nella quale il gruppo risultò essere al diciassettesimo posto. Ad aprile, la Core Contents annunciò l'arrivo di due nuovi membri a luglio, trasformando le T-ara in un gruppo di nove persone: il 30 maggio fu reso noto il nome del primo nuovo membro, Dani, mentre il 14 giugno quello del secondo, Areum. Dani, però, venne lasciata in stallo fino al momento in cui non fosse stata ritenuta pronta per il debutto.
Il 6 giugno uscì il primo album giapponese, Jewelry Box, che raggiunse il secondo posto nella classifica Oricon, e nel giro di due settimane il gruppo partì per il tour giapponese T-ara Japan Tour 2012: Jewelry Box. A luglio venne pubblicato il quarto EP, Day by Day, mentre a fine mese Core Contents Media annunciò l'abbandono di Hwayoung, negando le teorie secondo le quali fosse dovuto ad atti di bullismo perpetrati dagli altri membri del gruppo. Le controversie riguardo Hwayoung portarono le T-ara a sospendere temporaneamente le attività e dedicarsi a obiettivi individuali; la ristampa di Day by Day, intitolata Mirage, uscì, quindi, il 3 settembre. Il 10 settembre fu annunciata l'uscita giapponese di T-ara's Best of Best 2009-2012 ~Korean ver.~, una raccolta con tutti i singoli coreani per festeggiare un anno dal debutto in Giappone: la pubblicazione definitiva avvenne il 10 ottobre.

### 2013: le sotto-unità,Treasure Box, l'abbandono di Areum eAgain
Le T-ara pubblicarono il sesto singolo giapponese "Bunny Style!" il 20 marzo 2013 in dieci diverse edizioni: sette regolari contenenti una canzone solista di uno dei membri, e tre limitate. Per promuovere il singolo, il gruppo partì per un tour speciale in quindici città giapponesi dal 20 febbraio al 9 marzo. All'inizio di aprile venne annunciato che Eunjung, Hyomin, Jiyeon e Areum avrebbero formato la sotto-unità T-ara N4, che debuttò il 29 aprile con la canzone "Jeon Won Diary" (전원일기), prodotta da Duble Sidekick, contenuta nell'EP omonimo. A maggio, invece, venne fondata la seconda sotto-unità QBS, con Qri, Boram e Soyeon, dedicata al mercato giapponese: il debutto avvenne il 26 giugno seguente con il singolo Kaze no Youni (風のように).
Il 7 agosto le T-ara pubblicarono il secondo album giapponese, Treasure Box: il video musicale della canzone "Target" fu pubblicato in stile anime, raggiungendo in un mese 200.000 visualizzazioni su YouTube. Intanto, il 10 luglio la Core Contents Media annunciò l'abbandono di Areum per dedicarsi a una carriera da solista: il suo posto, esclusivamente nelle T-ara N4, fu preso da Dani. Il 10 ottobre uscì il quinto EP del gruppo, Again, contenente sei tracce, tra le quali le canzoni "Number 9" e "I Know the Feeling" (느낌 아니까), quest'ultima composta con l'aiuto di Eunjung. Il 2 dicembre il gruppo ritornò con il brano "Do You Know Me" (나 어떡해) e la ristampa di Again, intitolata Again 1977. Il 14 dicembre pubblicarono una seconda ristampa in digitale, White Winter, contenente due brani natalizi.

### 2014: debutti da solista,Gossip Girls, "Sugar Free" e "Little Apple"
Il 19 gennaio 2014 le T-ara tennero il loro secondo concerto, dei cinque pianificati, a Chengdu, in Cina; il 14 febbraio fecero un concerto con gli SPEED a Phnom Penh, in Cambogia. Successivamente venne pubblicato il 5 marzo il singolo giapponese "Lead the Way / LA'booN".
Il 10 marzo fu rivelato il debutto come soliste di Jiyeon e Hyomin ad aprile: tuttavia, a causa del naufragio del Sewol, Jiyeon debuttò con l'EP Never Ever il 20 maggio, mentre Hyomin il 30 giugno con l'EP Make Up. Il 14 maggio uscì il terzo album giapponese Gossip Girls, in cui furono inserite "Lead the Way" e "LA'booN", mentre il 2 luglio uscì la compilation con tutti i loro singoli in lingua giapponese, T-ara Single Complete Best Album "Queen of Pops", preceduta dal DVD con i video musicali T-ara Single Complete Best Music Clips "Queen of Pops", pubblicato il 25 giugno.
L'11 settembre, le T-ara pubblicarono l'EP And&End, con "Sugar Free" come title track; il 23 settembre venne pubblicata la versione 'EDMCLUB', cantata in inglese, con l'uscita, il giorno dopo, di tredici remix della canzone, realizzati da vari dj. Nello stesso mese, il gruppo vinse il premio "Mwave K-Pop Star World Championship" e firmò un contratto da 4,8 milioni di dollari con l'agenzia Longzhen Culture Development per le loro attività in Cina.
Il 1º ottobre, la compagnia delle T-ara cambiò nome in MBK Entertainment e Dani abbandonò il suo ruolo nelle T-ara N4 per debuttare con il nuovo gruppo ad aprile del nuovo anno. Il 24 novembre Qri, Eunjung, Hyomin e Jiyeon pubblicarono il remake in lingua coreana del brano cinese "Little Apple" dei Chopstick Brothers.
Il 25 dicembre, le T-ara tennero il loro primo concerto solista in patria al COEX Auditorium di Samseongdong a Seul. Il 27 dicembre il gruppo tenne al Shanghai International Gymnastics Center, a Shanghai, il primo dei concerti del tour in Cina.

### 2015-2017:So Crazy,Ti AmoeWhat's My Name
Ad agosto 2015, le T-ara pubblicarono So Crazy, mentre a novembre 2016 uscì il dodicesimo mini album Remember con la title track "Ti Amo".
Dopo un anno di assenza, nel 2017, il gruppo annunciò l'uscita dell'ultimo mini album, What's My Name, con l'omonima title track; l'uscita fu prevista per maggio, ma, a causa di alcuni ritardi nella produzione, fu rimandata di un mese e Boram e Soyeon lasciarono l'agenzia nel frattempo. Al termine del contratto, la Core Contents Entertainment annunciò che, sebbene i membri del gruppo avessero preso strade diverse, le T-ara non si erano sciolte.
Le T-ara furono poi coinvolte in una causa contro la loro ex etichetta discografica per i diritti d'autore sul nome del gruppo, che vinsero.

## Formazione

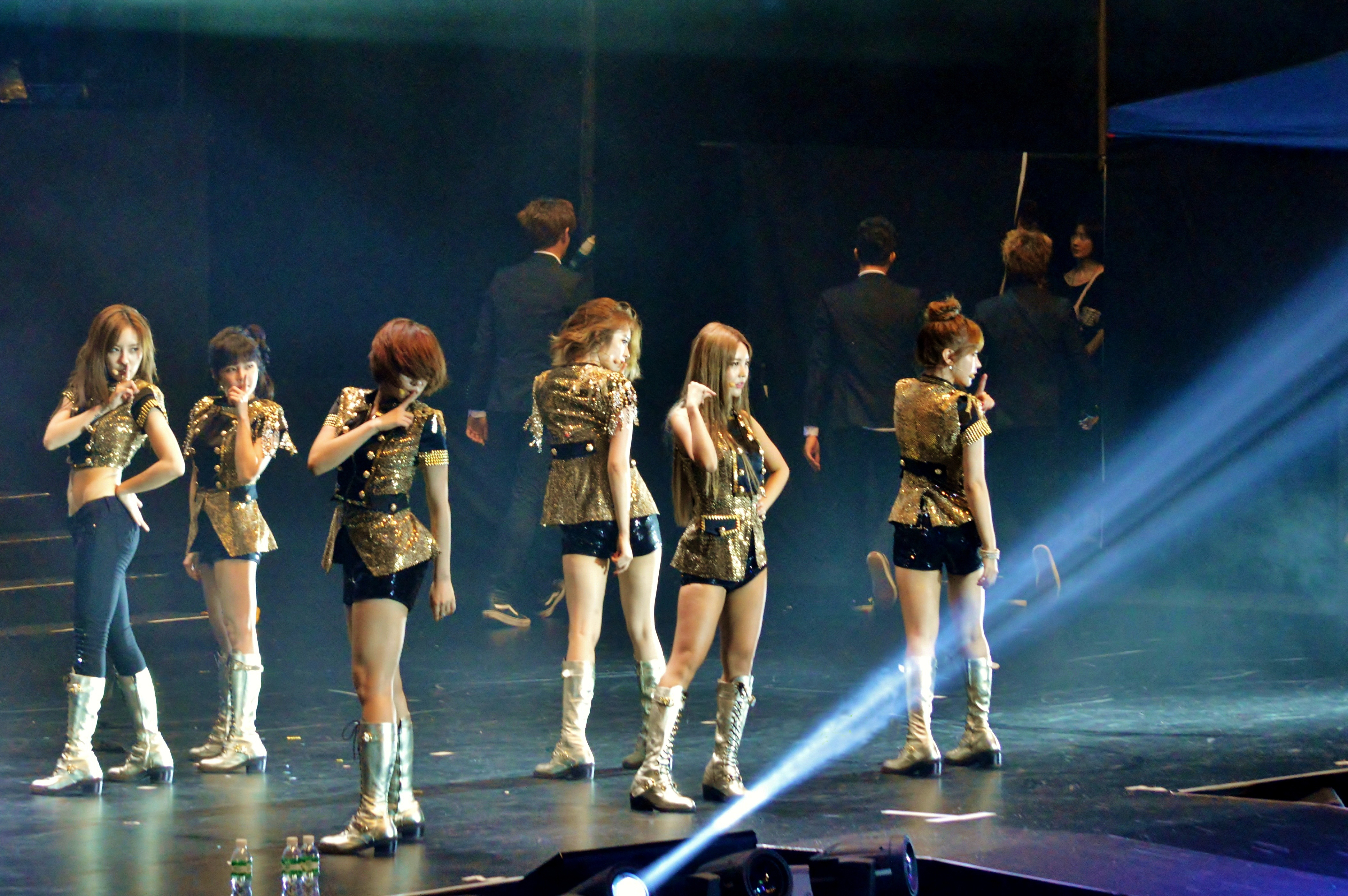
Le T-ara in concerto ad Hong Kong il 10 agosto 2013.

Le T-ara non hanno una leader fissa, ma si alternano di anno in anno, al fine di dare sia al gruppo che ai singoli membri la possibilità di crescere in una nuova direzione: negli anni, le leader furono Eunjung (luglio 2009-novembre 2010), Boram (dicembre 2010-giugno 2011), Hyomin (giugno 2011-gennaio 2012), Soyeon (gennaio 2012-luglio 2013) e Qri (luglio 2013-2017).

### Formazione attuale
- Qri (큐리) – voce (2009-2017) (2021 - in attività)
- Eunjung (은정) – voce, rapper (2009-2017) (2021 - in attività)
- Hyomin (효민) – voce, rapper (2009-2017) (2021 - in attività)
- Jiyeon (지연) – voce (2009-2017) (2021 - in attività)

### Ex componenti
- Hwayoung (화영) – rapper (2010-2012)
- Areum (아름) – voce, rapper (2012-2013)
- Boram (보람) – voce, rapper (2009-2017)
- Soyeon (소연) – voce (2009-2017)

### Sotto-unità
- T-ara N4 – formata nel 2013 da Eunjung, Hyomin, Jiyeon e Areum. Hanno pubblicato un EP, Jeon Won Diary. A seguito dell'abbandono di Areum, il suo posto è stato preso da Dani[35], che anch'essa abbandonò all'inizio del 2015[61]. Eunjung è la leader.
- QBS – formata nel 2013 da Qri, Boram e Soyeon. Focalizzata più sul mercato giapponese, hanno pubblicato il singolo "Kaze no Youni". Qri è la leader.

## Discografia

### Album in studio
- 2009 – Absolute First Album
- 2012 – Jewelry Box
- 2013 – Treasure Box
- 2014 – Gossip Girls